# 1983 في تركيا
فيما يلي قوائم الأحداث التي وقعت خلال عام 1983 في تركيا.

## سياسة

### تعيين في المنصب
- 13 ديسمبر – توركوت أوزال رئيس وزراء تركيا.

## مواليد

### يناير
- 1 يناير – نصرت غوكشيه شيف تركي.
- 13 يناير – إندر أرسلان لاعب كرة سلة تركي.
- 30 يناير – كان أكين لاعب كرة سلة تركي.
- 31 يناير – بيلشيم بيلجين ممثلة تركية.

### فبراير
- 20 فبراير – علي بوهارا ميتي ممثل تركي.

### مارس
- 5 مارس – هاري سوريل ممثلة تركية.
- 15 مارس – أوموت بولوت لاعب كرة قدم تركي.
- 20 مارس – سلين دميراتار

### أبريل
- 29 أبريل – سميح شنترك لاعب كرة قدم تركي.

### مايو
- 19 مايو – جيهان أماسيالي لاعب كرة سلة تركي.
- 28 مايو – ألتان إيرول لاعب كرة سلة تركي.

### أغسطس
- 1 أغسطس – ياسمين هوراسان لاعبة كرة سلة تركية.
- 2 أغسطس – خديجة شنديل ممثلة تركية.
- 7 أغسطس – مراد دالكليتش
- 8 أغسطس – باده إيشجيل ممثلة تركية.
- 29 أغسطس – السعادة اكسوي ممثلة تركية.

### سبتمبر
- 7 سبتمبر – محمد توبوز لاعب كرة قدم تركي.
- 23 سبتمبر – كوليرا موسيقية تركية.

### أكتوبر
- 10 أكتوبر – طولغا زنكين لاعب كرة قدم تركي.
- 27 أكتوبر – كيفانش تاتليتوغ

### نوفمبر
- 8 نوفمبر – سنان جولر لاعب كرة سلة تركي.

### ديسمبر
- 3 ديسمبر – باريش غوني لاعب كرة سلة تركي.

## وفيات

### أبريل
- 24 أبريل – أرول كونكور (مواليد 1938)

### مايو
- 25 مايو – نجيب فاضل (مواليد 1904) كاتب تركي.